# Оберегері
Оберегері (нім. Oberägeri) — громада  в Швейцарії в кантоні Цуг.

## Географія
Громада розташована на відстані близько 95 км на схід від Берна, 9 км на південний схід від Цуга.
Оберегері має площу 30 км², з яких на 6,8% дозволяється будівництво (житлове та будівництво доріг), 45,5% використовуються в сільськогосподарських цілях, 45,9% зайнято лісами, 1,9% не є продуктивними (річки, льодовики або гори).

## Демографія
2019 року в громаді мешкало 6244 особи (+14,5% порівняно з 2010 роком), іноземців було 27,9%. Густота населення становила 208 осіб/км².
За віковим діапазоном населення розподілялося таким чином: 20,9% — особи молодші 20 років, 60,6% — особи у віці 20—64 років, 18,5% — особи у віці 65 років та старші. Було 2662 помешкань (у середньому 2,3 особи в помешканні).
Із загальної кількості 1851 працюючого 221 був зайнятий в первинному секторі, 359 — в обробній промисловості, 1271 — в галузі послуг.